# Thomas Rongen
Thomas Nicole Rongen (31 de octubre de 1956) es un exfutbolista y director técnico de fútbol neerlandés. Actualmente dirige a la selección de Samoa Americana.

## Vida personal y carrera
Rongen se casó con Gail Megaloudis en 1996. Adoptó a los hijos de ella que tuvo con Nicky Megaloudis, Nicole y Chris. En 2004, Nicole murió en un accidente automovilístico en el Condado de Goochland, Virginia, a la edad de 19 años. También posee nacionalidad estadounidense.
Rongen jugó para diferentes clubes en una extensa carrera que comenzó en 1973 en Amsterdamsche FC, luego pasó por Los Angeles Aztecs y otros hasta el Fort Lauderdale Strikers dónde cerró su carrera en 1993. 
Posteriormente comenzó a entrenar al Tampa Bay Mutiny en 1996, ganando el campeonato de la MLS y el premio al entrenador del año. Luego de dirigir otros equipos y la selección sub-20 de los Estados Unidos con malos resultados, recaló en 2011 en la selección de fútbol de Samoa Americana, que no ganaba ningún partido desde 1983. Allí, el 22 de noviembre de 2011 y tras sólo tres semanas de entrenamiento, logró quebrar la mala racha ganándole a Tonga 2-1 y perdiendo la clasificación a la Copa de las Naciones de la OFC 2012 y a la siguiente fase de clasificación al Mundial de Fútbol 2014 al caer frente a Samoa por 1 a 0. 
Su notable tarea fue filmada por Mike Brett y Steve Jamison en el documental Next Goal Wins, ganador como mejor documental en los Premios del Cine Independiente Británico, y adaptado en la película homónima de Taika Waititi con Michael Fassbender interpretando al entrenador. En el documental, Rongen aparece con una gorra blanca de béisbol, que perteneció a su fallecida hija adoptiva.

## Clubes

### Como jugador
| Club                     | País           | Año       |
| ------------------------ | -------------- | --------- |
| AFC Amsterdam            | Países Bajos   | 1973-1978 |
| Los Angeles Aztecs       | Estados Unidos | 1979-1980 |
| Washington Diplomats     | Estados Unidos | 1980      |
| Fort Lauderdale Strikers | Estados Unidos | 1981-1983 |
| Minnesota Strikers       | Estados Unidos | 1984      |

### Como entrenador
| Club                     | País            | Año           |
| ------------------------ | --------------- | ------------- |
| Miami FC                 | Estados Unidos  | 1989-1994     |
| Nova Southeastern Sharks | Estados Unidos  | 1991-1995     |
| Tampa Bay Mutiny         | Estados Unidos  | 1995-1996     |
| New England Revolution   | Estados Unidos  | 1996-1998     |
| DC United                | Estados Unidos  | 1998-2001     |
| USA sub-20               | Estados Unidos  | 2001-2004     |
| Chivas USA               | Estados Unidos  | 2004-2005     |
| USA sub-20               | Estados Unidos  | 2006-2011     |
| Samoa Americana          | Samoa Americana | 2011-2012     |
| Tampa Bay Rowdies        | Estados Unidos  | 2015          |
| Samoa Americana          | Samoa Americana | 2024-presente |

### Como Segundo Entrenador
| Club                     | País           | Año       |
| ------------------------ | -------------- | --------- |
| Fort Lauderdale Strikers | Estados Unidos | 1987-1988 |

## Palmarés

### Como entrenador
| Título                 | Club             | País           | Año  |
| ---------------------- | ---------------- | -------------- | ---- |
| MLS Supporters' Shield | Tampa Bay Mutiny | Estados Unidos | 1996 |
| MLS Supporters' Shield | DC United        | Estados Unidos | 1999 |
| MLS Cup                | DC United        | Estados Unidos | 1999 |